# 明川站
明川站（韓語：명천역）是朝鮮民主主義人民共和國咸鏡北道明川郡的一個鐵路車站，属于平罗线和古站煤矿线。

## 邻近车站
平羅線
溫水坪站 - 明川站 - 內浦站
古站煤矿线
明川站 - 新明川站